# العلاقات اليابانية الناميبية
العلاقات اليابانية الناميبية هي العلاقات الثنائية التي تجمع بين اليابان وناميبيا.

## مقارنة بين البلدين
هذه مقارنة عامة ومرجعية للدولتين:
| وجه المقارنة                                              | اليابان         | ناميبيا      |
| --------------------------------------------------------- | --------------- | ------------ |
| المساحة (كم2)                                             | 377.97 ألف      | 825.62 ألف   |
| عدد السكان (نسمة)                                         | 126.79 مليون    | 2.53 مليون   |
| الكثافة السكانية (ن./كم²)                                 | 335.45          | 3.06         |
| العاصمة                                                   | طوكيو           | ويندهوك      |
| اللغة الرسمية                                             | اللغة اليابانية | لغة إنجليزية |
| العملة                                                    | ين ياباني       | دولار ناميبي |
| الناتج المحلي الإجمالي (بليون دولار)                      | 4.87 تريليون    | 13.24 مليار  |
| الناتج المحلي الإجمالي (تعادل القوة الشرائية) بليون دولار | 5.18 تريليون    | 25.60 مليار  |
| الناتج المحلي الإجمالي الاسمي للفرد دولار أمريكي          | 34.52 ألف       | 4.67 ألف     |
| الناتج المحلي الإجمالي للفرد دولار أمريكي                 | 36.62 ألف       | 9.96 ألف     |
| مؤشر التنمية البشرية                                      | 0.903           | 0.628        |
| رمز المكالمات الدولي                                      | +81             | +264         |
| رمز الإنترنت                                              | .jp             | .na          |
| المنطقة الزمنية                                           | توقيت اليابان   | ت ع م+02:00  |

## منظمات دولية مشتركة
يشترك البلدان في عضوية مجموعة من المنظمات الدولية، منها:
| علم المنظمة | اسم المنظمة                        | تاريخ انضمام اليابان | تاريخ انضمام ناميبيا |
| ----------- | ---------------------------------- | -------------------- | -------------------- |
|             | وكالة ضمان الاستثمار متعدد الأطراف | 12 أبريل 1988        | 25 سبتمبر 1990       |
|             | البنك الإفريقي للتنمية             | ?                    | ?                    |
|             | منظمة الشرطة الجنائية الدولية      | ?                    | ?                    |
|             | منظمة حظر الأسلحة الكيميائية       | ?                    | ?                    |
|             | منظمة التجارة العالمية             | ?                    | ?                    |
|             | الأمم المتحدة                      | 18 ديسمبر 1956       | 23 أبريل 1990        |
|             | مؤسسة التمويل الدولية              | 20 يوليو 1956        | 25 سبتمبر 1990       |
|             | يونسكو                             | 2 يوليو 1951         | 2 نوفمبر 1978        |
|             | البنك الدولي للإنشاء والتعمير      | 13 أغسطس 1952        | 25 سبتمبر 1990       |
|             | الاتحاد البريدي العالمي            | ?                    | ?                    |
|             | الاتحاد الدولي للاتصالات           | 29 يناير 1879        | 25 يناير 1984        |

## وصلات خارجية
- موقع وزارة الخارجية اليابانية